# Zalerion arboricola
Zalerion arboricola är en svampart som beskrevs av Buczacki 1972. Zalerion arboricola ingår i släktet Zalerion och familjen Lulworthiaceae.   Inga underarter finns listade i Catalogue of Life.